# Sipperraggmossa
Sipperraggmossa (Racomitrium aquaticum) är en bladmossart som beskrevs av Bridel 1819 [1818. Sipperraggmossa ingår i släktet raggmossor, och familjen Grimmiaceae. Arten är reproducerande i Sverige. Inga underarter finns listade i Catalogue of Life.